# کلید چاپ صفحه

جانمایی یک صفحه‌کلید ۱۰۴ کلیدی ایالات متحده آمریکا که در آن کلید مشخص شده است.

کلید پرینت‌اسکرین یا چاپ صفحه عنوان کلیدی روی صفحه‌کلید‌ها است که معمولاً برای رونوشت‌برداری از صفحهٔ نمایش رایانه به درون کلیپ‌بورد استفاده می‌شود و برای گرفتن نمای پنجرهٔ فعال (Active window) می‌توان از ترکیب آلت و کلید پرینت‌اسکرین استفاده کرد. در ویندوزهای ۷ و ۸ ترکیب کلید ویندوز و این کلید موجب ذخیره‌شدن تصویر موس در پوشهٔ تعیین‌شده می‌شود.
از ترکیب کلیدهای: پنجرهٔ ویندوز + prtsc، می‌توان از صفحهٔ پیش‌رو اسکرین‌شات گرفت.